# 24 (numero)
Ventiquattro (cf. latino viginti quattuor, greco τέσσαρες καὶ εἴκοσι) è il numero naturale dopo il 23 e prima del 25.

## Proprietà matematiche
- È un numero pari.
- È un numero composto dai seguenti 8 divisori: 1, 2, 3, 4, 6, 8 e 12, 24. Poiché la somma dei divisori (escluso il numero stesso) è 36 > 24, è un numero abbondante.
- È un numero altamente composto.
- È un numero n con più soluzioni all'equazione φ(x) = n che qualsiasi numero più basso. Ciò lo rende un numero altamente totiente.
- È il fattoriale di 4: 4! = 1 × 2 × 3 × 4 = 24.
- È un numero idoneo.
- È un numero ennagonale.
- È un numero di Harshad nel sistema di numerazione decimale.
- In ogni base tra 2 e 13, è divisibile per la somma delle sue cifre.
- In base 10 è divisibile per il prodotto delle sue cifre.
- È il più piccolo numero per cui si verifica che il prodotto dei fattori propri è un cubo:[così è falso, vedi 8, forse è il più piccolo che è cubo di sé stesso?] 1 × 2 × 3 × 4 × 6 × 8 × 12 = {\displaystyle 24^{3}}.
- È un numero semiperfetto.
- Il numero di cifre in 24! è proprio 24; gli altri con questa proprietà sono 22 e 23.
- La somma dei primi 24 quadrati, cioè il 24-esimo numero piramidale quadrato, è essa stessa un quadrato {\displaystyle 1^{2}+2^{2}+3^{2}+\ldots +24^{2}=70^{2}}. Questa è l'unica soluzione di questo tipo, anche se vi sono altre sequenze di quadrati consecutivi che non iniziano con l'unità e sono pure uguali ad un quadrato.
- Vi sono solo due triangoli pitagorici con area uguale al perimetro. Uno è il triangolo di lati 6-8-10 la cui area e il cui perimetro sono proprio uguali a 24. L'altro è il triangolo di misure 5-12-13 la cui area e il cui perimetro sono uguali a 30.
- È un numero rifattorizzabile, essendo divisibile per il numero dei suoi divisori.
- È uguale alla quadruplo della somma delle sue cifre, 24 = 4*(2+4).
- È parte delle terne pitagoriche (7, 24, 25), (10, 24, 26), (18, 24, 30), (24, 32, 40), (24, 45, 51), (24, 70, 74), (24, 143, 145) ed è il più piccolo numero naturale appartenente a 7 terne.
- È un numero a cifra ripetuta nel sistema di numerazione posizionale a base 5 (44), in quelli a base 7 (33) e a base 11 (22).
- È un numero pratico.
- È un numero congruente.

## Chimica
- È il numero atomico del cromo (Cr).
- L'oro puro ha ventiquattro carati.

## Astronomia
- 24P/Schaumasse è una cometa periodica del sistema solare.
- 24 Themis è il nome di un asteroide della fascia principale battezzato così in onore della titanide Temi.
- L'oggetto M24 del catalogo di Messier è un vasto insieme di stelle visibile nella costellazione del Sagittario.
- NGC 24 è una galassia spirale della costellazione dello Scultore.

## Astronautica
- Cosmos 24 è un satellite artificiale russo.

## Simbologia

### Smorfia
- Nella smorfia il numero 24 sono le guardie.

## Convenzioni

### Calendario
- Un giorno ha ventiquattro ore.

### Sport
- Kobe Bryant, considerato uno dei migliori cestisti di tutti i tempi, cambiò il suo numero 8 utilizzato nei primi anni di carriera con il 24.